# SpaceIL
SpaceIL  est une société à but non lucratif israélienne créée pour développer un atterrisseur lunaire, baptisé Beresheet ((he) בראשית, genèse), dans le cadre du concours international Google Lunar X Prize lancé en 2007. Les ingénieurs et techniciens parviennent avec des moyens réduits à construire un engin spatial de 585 kg. La sonde spatiale est placée en orbite le 22 février 2019 par une fusée Falcon 9. C'est alors la première sonde interplanétaire lancée dans l'espace sans avoir été conçue par une agence spatiale. Elle parvient à s'insérer en orbite lunaire le 4 avril. Le 11 avril alors qu'elle descend vers la surface de la Lune, une défaillance met provisoirement hors service sa propulsion et elle s'écrase sur le sol lunaire.

## Contexte: le concours Google Lunar X Prize
Le concours  Google Lunar X Prize, créé en 2007, prévoyait de verser 20 millions de dollars américains à la première équipe capable d'envoyer avant une date donnée (initialement 2015 puis mars 2018) un robot sur la surface de la Lune à condition que celui-ci parcoure sur le sol lunaire au moins 500 mètres et  qu'il transmette des vidéos et des images à haute résolution. Cet objectif très ambitieux n'a jusqu'à présent été réussi que par trois agences spatiales. Ce concours, à l'image du Ansari X Prize, avait pour objectif de stimuler le développement de l'activité spatiale en encourageant les solutions permettant d'abaisser les coûts.

## Historique du projet

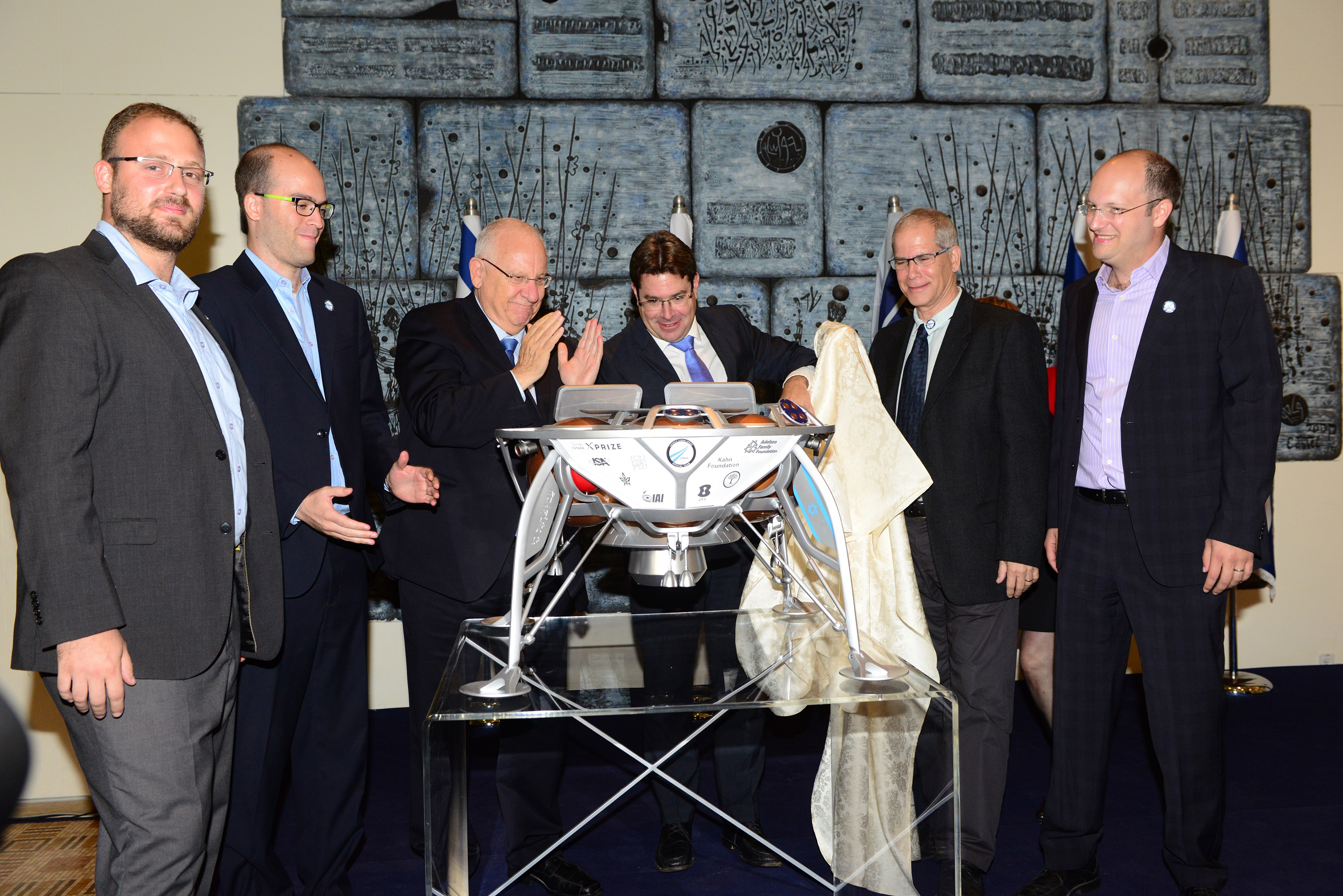
La maquette dévoilée en 2015 par la direction de SpaceIL.

Le projet israélien débute en 2011 alors que 32 équipes restent en compétition. Il parvient progressivement à collecter des fonds auprès de donateurs pour développer son projet. Le principal donateur est le millionnaire israélien Morris Kahn. SpaceIL est la première équipe à parvenir à réserver un lancement (en tant que charge secondaire sur une fusée Falcon 9). Aucune équipe n'ayant atteint les objectifs en 2018 Google  annonce la fin du concours. 

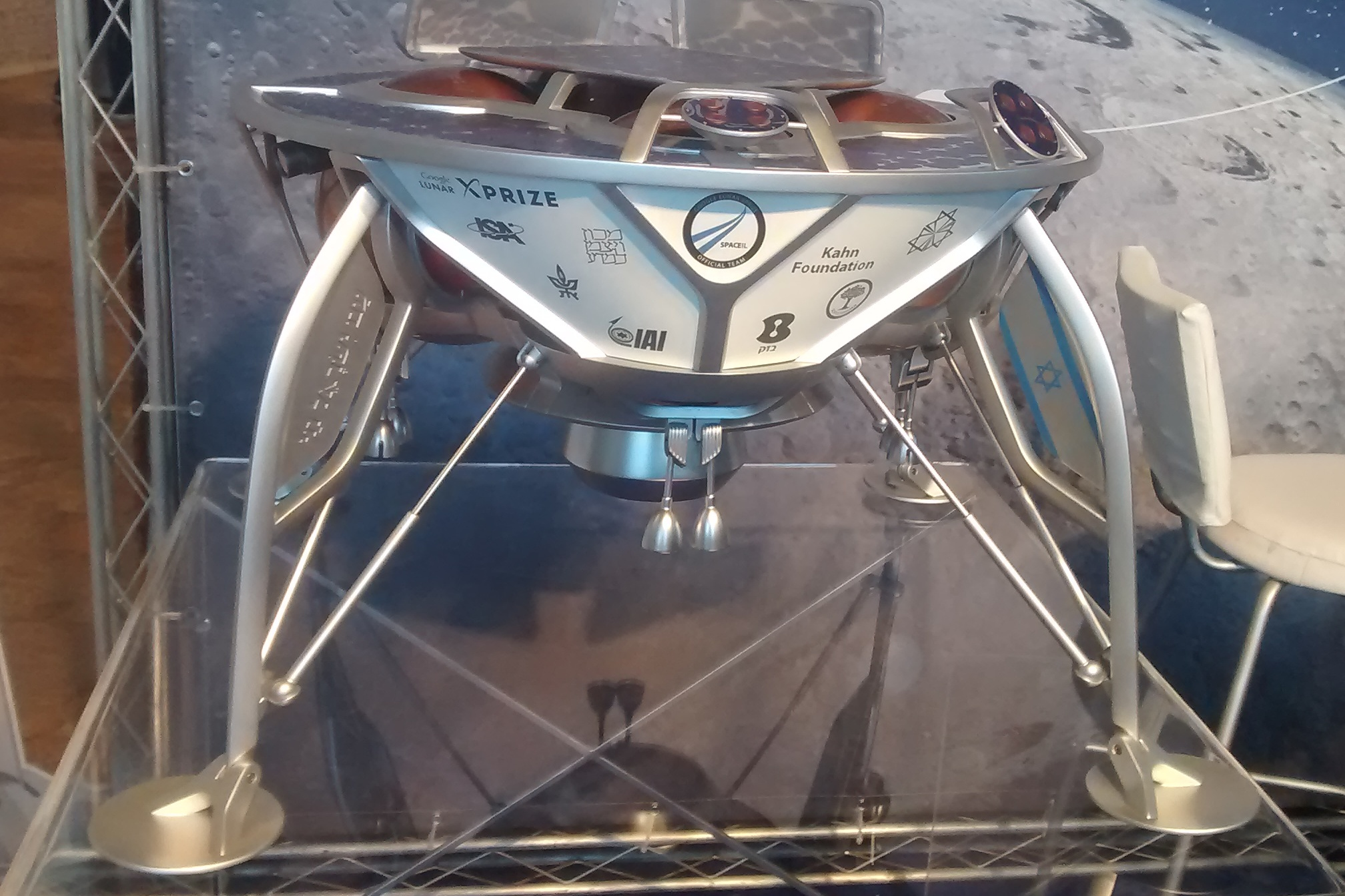
Maquette de l'engin spatial présentée en 2015.

Cinq équipes dont SpaceIL décident de poursuivre leurs travaux malgré la suppression du bonus financier. SpaceIL, qui a réussi à collecter 88,5 millions US$, est la première équipe à lancer son atterrisseur qui décolle le 21 février 2019. La sonde spatiale réussit à s'insérer en orbite lunaire le 4 avril. Au cours des jours suivants Beresheet  modifie son orbite pour abaisser son périgée puis, le 11 avril 2019, entame la descente vers le sol lunaire en utilisant sa propulsion pour réduire sa vitesse. La sonde spatiale rencontre des problèmes avec  se propulsion dont le fonctionnement est interrompu avant de reprendre alors que l'altitude est déjà trop basse. L'équipe au sol perd le contact avec Beresheet  alors que l'engin se trouve à une centaine de mètres de la surface de la Lune et que sa vitesse est encore de plusieurs centaines de km/h. La sonde, insuffisamment ralentie, s'écrase sur le sol lunaire.  

## Caractéristiques techniques de l'atterrisseur Beresheet
L'atterrisseur Beresheet a une masse totale de 585 kg dont 400 kg d'ergols. Il a un diamètre de 2 mètres et une hauteur de 1,5 mètre. Il est placé sur une orbite de transfert géostationnaire par un lanceur Falcon 9 qui l'embarque en tant que charge utile secondaire et qui décolle depuis la base de Cape Canaveral.  La sonde spatiale  utilise ensuite sa propulsion pour se hisser en plusieurs étapes sur une orbite  terrestre haute puis s’insérer sur une orbite lunaire très elliptique. Après avoir abaissé l'altitude il alunit en s'écrasant le 11 avril. La sonde spatiale emporte trois instruments : une caméra, un magnétomètre pour mesurer le champ magnétique de la Lune et un rétroréflecteur laser pour mesurer la distance Terre-Lune à l'aide d'un laser terrestre. Sa durée de vie sur le sol lunaire devait être relativement brève (quelques jours),.

## Beresheet 2
Après avoir promis de renouveler la tentative d'atterrissage sur la Lune, SpaceIL annonce y renoncer en juin 2019 car ce ne serait pas « un challenge suffisant » et préférer une nouvelle mission. Cependant, en 2020, à l'occasion d'un changement de PDG, la mission sur la Lune est reprogrammée.